# Канджи (Индия)
Канджи — деревня в округе Каргил в регионе Ладакх государства Индия. В деревне живёт около 20 семей и их фермы расположены поблизости, в деревню можно попасть через деревню Хенискот которая лежит около шоссе Сринагар-Каргил-Лех. Деревня находится на высоте 3875 м, и является перевалочным пунктом при восхождении на Канджи Ла (перевал) и шилаконгскую горную дорогу.
Есть и другая деревня под названием Канджи в Тамилнаде в Индии, в 23 км к северо-западу от храмового города Тируваннамалай. Там есть средняя школа с изучением английского, центр ремёсел и детский дом финансируемый британским благотворительным обществом The Kanji Project.